# Žaludek
Žaludek (řecky: gaster nebo stomachos; latinsky: ventriculus) je vakovitý, dutý orgán, který je součástí trávicí soustavy a jehož funkcí je mechanický (segmentační pohyby) a chemický (enzymatická úprava) rozklad tráveniny. Dále zpracování, smíšení a promíchání potravy před jejím přesunem do střeva.
Stavba žaludku se může u různých druhů podstatně lišit. Rozeznáváme žaludky jednokomorové a vícekomorové, kde jsou vytvořeny předžaludky, jako například u skotu. Podle typu sliznice uvnitř samotného žaludku rozlišujeme žaludek jednoduchý a složitý. Složitý žaludek, jaký mají kůň nebo prase, má uvnitř dva typy sliznice – žláznatou a bezžláznatou. Jednoduchý žaludek masožravců a člověka je vyplněn pouze žláznatou sliznicí. Lidský žaludek je tedy jednokomorový jednoduchý žaludek.
Obecně lze říci, že býložravci mají mnohem složitější žaludek (vůbec celou trávicí soustavu) než masožravci.

## Žaludek člověka
Lidský žaludek je rozšířená část trávicí trubice, která navazuje na jícen a z druhé strany z něj vychází dvanáctník. Jedná se o svalový vak uložený v dutině břišní pod levou klenbou brániční mezi slezinou a játry. Jeho tvar a velikost se mění v souvislosti s jeho naplněním a polohou těla. Obecně však má tvar zahnutého vaku s levým konvexním a pravým konkávním okrajem (zakřivením) :
- curvatura major – zakřivení levého okraje, vyklenuté doleva dolů
- curvatura minor – zakřivení pravého okraje, obrácené konkavitou doprava nahoru
- cardia (česlo) – vústění jícnu shora do žaludku při curvatura minor
- pylorus (vrátník) – zúžené místo, navazuje na žaludek dvanáctník

Hlavní funkcí žaludku je trávení. Protože obsahuje kyselinu chlorovodíkovou, chrání povrch žaludku alkalický hlen, takže tráví potravu, aniž tráví sám sebe. Objem žaludku u průměrného člověka je jeden až dva litry a dosahuje velikosti mezi 25 až 30 cm.

### Části žaludku

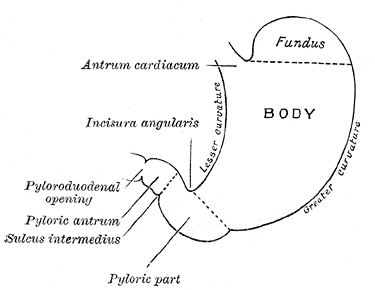
Anatomické rozdělení žaludku člověka. (Gray's Anatomy, 1918)

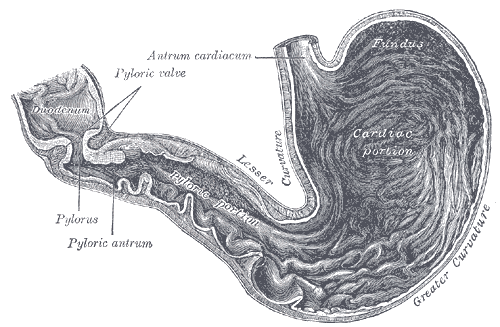
Vnitřek žaludku člověka. (Gray's Anatomy, 1918)

Tři hlavní části žaludku a jejich útvary :
1. fundus gastricus (ventriculi) – kraniální, nejširší úsek, obsahuje bublinu z potravy
  1. pars cardiaca – při vyústění jícnu, vpravo od fundu při malé kurvatuře
  2. ostium cardiacum (kardie) – vlastní vústění jícnu, gastroesofageální junkce
  3. incisura cardiaca – zářez mezi kardií a fundem
2. corpus gastricum (ventriculi) – tělo žaludku
  1. canalis gastricus – dutina těla žaludku
  2. incisura angularis – zlom v zakřivení curvatura minor na hranici fundu a pyloru (dobře patrný na rentgenu)
3. pars pylorica – distální úsek, nejužší, přechází v duodenum
  1. antrum pyloricum – začátek pars pylorica při incisura angularis
  2. canalis pyloricus – pokračování antra do vlastního vrátníku, dlouhý 2–3 cm
  3. pylorus (vrátník) – místo přechodu žaludku v duodenum
  4. ostium pyloricum – vlastní (uzavíratelné) vústění žaludku do duodena

Prázdný nebo méně naplněný žaludek je předozadně zploštělý a rozeznává se na něm :
1. přední stěna (paries anterior)
2. zadní stěna (paries posterior)

Funkční úseky rozeznávané na živém žaludku :
1. pars digestoria – sestupný úsek, od kardie a fundu po incisura angularis, zahrnuje fundus a corpus, incisura major – vkleslina při curvatura major, odděluje na živém fundus a corpus
2. pars egestoria – vzestupný úsek, od incisura angularis doprava vzhůru k pyloru (odpovídá pars pylorica), 2 části (odděleny sulcus intermedius): sinus žaludeční (odpovídá antrum pyloricum) a canalis pyloricus

V rentgenovém zobrazení se fundus označuje jako fornix gastricus. Peristaltika žaludku probíhá ve čtyřech současných vlnách, největší je stah v sulcus intermedius.
Jícen ústí do žaludku v části žaludku zvaném kardie. Sliznice tvoří záhyby a řasy, ohraničená políčka (areae gastricae) a jamky (foveolae gastricae), kam ústí žlázy produkující alkalický hlen mucin, který ji chrání před poškozením žaludečními šťávami.
Na dně žaludku (lat. fundus) se kromě žlázek vylučujících mucin objevují i žlázy (gll. fundales) vylučují kyselinu chlorovodíkovou (HCl), která zvyšuje kyselost šťáv podle množství přijmuté potravy, pepsin a ureázu (trávicí enzymy).
Výstup žaludku do dvanáctníku se nazývá vrátník (lat. pylorus) a k jeho uzavření slouží silný svěrač (musculus sphincter pylori).

### Stavba stěny žaludku

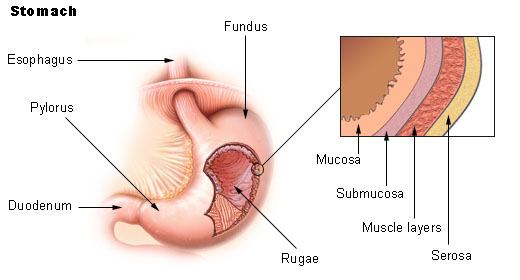
Stavba žaludeční stěny člověka

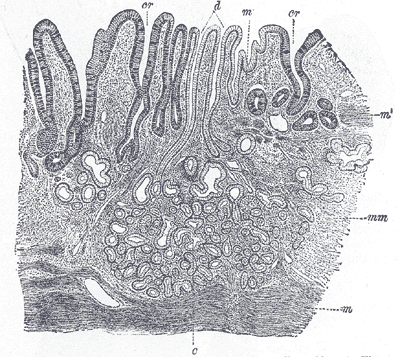
Řez sliznicí žaludku člověka v oblasti kardie. (Gray's Anatomy, 1918)

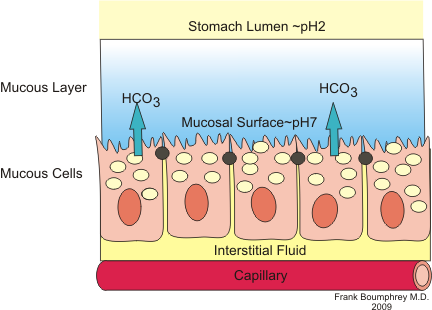
Sliznice žaludku člověka

Sliznice žaludku je silná, tmavě růžová, v prázdném žaludku složena v nepravidelné řasy, mezi řasami ústí žlázy žaludečních šťáv. Je krytá jednovrstvým epitelem, na povrchu je vrstva hlenu, která chrání před natrávením. Podslizniční vazivo je spíše řídké s elastickými vlákny, tukovými buňkami, cévními a nervovými pletenci. Mimoto je ve stěně také hladká svalovina, která je nejsilnější v pyloru.
Žaludeční stěna se tedy skládá ze čtyř částí:
1. sliznice – s množstvím žaludečních žlázek
2. podslizniční vazivo
3. svalová vrstva
4. serózní povlak

#### Sliznice žaludku
Sliznice žaludku je u živého člověka oranžově červená, u mrtvého pak bledá a natrávená. Na jejím povrchu se nachází ochranný hlen. Na sliznici rozlišujeme řasy sliznice (plicae gastricae), podélné řasy a Waldeyrovu cestu (sulcus salivarius). Její povrch se člení na:
- žaludeční políčka (areae gastricae) – políčka o rozměru 2–6 mm oddělená vkleslinami
- žaludeční jamky (foveolae gastricae) – hluboké krypty vystlané povrchovým epitelem sliznice, do jejich dna ústí žaludeční žlázy (2-7 ks)
- žaludeční žlázy (glandulae gastricae) – kolmé k povrchu sliznice, od dna jamek formou tubulózních žláz do slizničního vaziva až k lamina muscularis mucosae

Žaludeční žlázy dále rozdělujeme na:
1. Žlázy při kardii – tubulózní, jednoduché či málo větvené, buňky produkují řidší hlen – obsahuje lysozym
2. Žlázy fundu a těla žaludku – jednoduché, tubulózní, části : báze, vlastní žláza, krček, isthmus, žaludeční jamka, ve žlázách fundu 6 druhů bb. :
  1. hlenové buňky isthmu – hlen neutrální reakce
  2. hlenové buňky krčku – hlen kyselé reakce (glykosaminoglykany)
  3. nediferencované buňky – nahrazují hlenové buňky isthmu a krčku, povrchové buňky v žaludeční jamce
  4. hlavní buňky – lipázy, pepsin (produkován jako pepsinogen – aktivován kyselostí)
  5. krycí buňky – parietální buňky – produkují kyselinu chlorovodíkovou (HCl)
  6. endokrinní buňky – serotonin
3. Žlázy pylorické – tubulózní, často větvené a stočené, kratší než žlázy fundu a těla žaludku, produkují hlen – podobný hlenu žláz při kardii, obsahuje lysozym, mezi exokrinní buňky žlázy vtroušeny G-buňky – endokrinní buňky, produkují gastrin (uvolňování kyseliny ve žlázách fundu a těla)

#### Podslizniční vazivo
Podsliznicové vazivo je řídké a umožňuje posouvání sliznice při změnách náplně a pohybech žaludku. Obsahuje sítě cév a nervové pleteně.

#### Svalovina žaludku
Svalovina žaludku svým napětím udržuje tvar žaludku. Mezi její další funkce patří peristolická a peristaltická činnost. Peristolická činnost je napětí stěn a jejich přitištění k obsahu žaludku, zatímco peristaltická činnost vytváří prstencovité kontrakce žaludku (jako vlna postupují po žaludku od kardie k pyloru a posunují obsah žaludku). Svalovina žaludku má tři vrstvy:
1. stratum circulare – nejmohutnější, sílí od pars digestoria do pars egestoria, nejsilnější v pyloru, kde tvoří: musculus sphincter pylori – dvě vedle sebe uložená prstenčitá ztluštění, spojených vzájemně na straně curvatura minor
2. stratum longitudinale – v pars digestoria zesíleno podél obou kurvatur v pruhy : taenia curvaturae majoris et minoris, v pars egestoria tvoří souvislý plášť
3. fibrae obliquae – nejvnitřnější vrstva, snopce přiléhající k submukóze, jdou od kardie šikmo ke curvatura major

#### Serózní povlak žaludku
Serózní povlak žaludku tvoří pobřišnice.

### Funkce žaludku
Funkce žaludku je:
- Mechanická: zpracovává stěnami žaludku potravu
- Chemická: působení enzymů – např. pepsin štěpí bílkoviny a lipáza štěpí tuky. Sacharidy se v žaludku neštěpí, protože jsou částečně rozštěpeny ptyalinem v ústech.

Produkce žaludeční šťávy: 1,5-2 litry denně (záleží na množství a složení potravy). Složení šťávy: voda, enzymy, chymozin u dětí, kyselina chlorovodíková, pepsin, gastrin, mucin.

## Žaludek přežvýkavců
U přežvýkavých živočichů se vlastní žaludek, jenž navazuje na předžaludky označuje jako slez (latinsky: abomasum). Stavbou se výrazně neliší od žaludku jiných druhů s jednoduchým žaludkem. U skotu má objem 10–20 litrů, u ovce a kozy 2–3 litry. Sliznice je žláznatá a produkuje pepsin a HCl, tvoří spirální řasy.
Má hruškovitý tvar. Sliznice produkuje žaludeční šťávy, které obsahují trávicí enzymy pepsin, chymosin, žaludeční lipázu a HCl.
Nejčastějším onemocněním, které se vyskytuje specificky u skotu, je tzv. dislokace, neboli přemístění slezu. Většinou dochází k přemístění slezu z pravé strany na levou. Existuje i možnost dislokace slezu vpravo, kdy se slez přesouvá směrem do zadních partií břišní dutiny. Někdy je tento posun spojen s přetočení, tzv. dislokace vpravo s torzí, části slezu okolo vlastní osy (vpravo i vlevo). Existuje celá řada technik léčby těchto stavů. Většinou se provádí chirurgické řešení nebo tzv. kolíčkování. Novinkou je pak laparoskopické řešení.
Z dalších onemocnění slezu se vyskytují často vředy.

## Žaludky dinosaurů
Obří sauropodní dinosauři, jako byl například pozdně jurský druh Giraffatitan brancai, měli pravděpodobně velké žaludky, které podle odhadů mohly vážit až kolem 2,5 tuny.

## Onemocnění žaludku
- žaludeční vřed
- překyselení žaludku
- karcinom žaludku